# Vahl-lès-Faulquemont
Pour les articles homonymes, voir Vahl.
Vahl-lès-Faulquemont est une commune française située dans le département de la Moselle et le bassin de vie de la Moselle-Est, en région Grand Est.

## Géographie
Vahl-lès-Faulquemont est un village situé à 18 km de Saint-Avold (la grande ville la plus proche) et ses voisins les plus proches sont Guessling-Hemering, Adelange, Pontpierre et Faulquemont.
Le village est essentiellement composé d'une rue principale comportant en son cœur les différents bâtiments administratifs : école, mairie. Une rue perpendiculaire ramène au lotissement, secteur le plus jeune de la commune.

### Communes limitrophes
| Faulquemont | Pontpierre           |                    |
|             | Vahl-lès-Faulquemont | Guessling-Hémering |
| Adelange    | Boustroff            | Viller             |

### Hydrographie

#### Réseau hydrographique
La commune est située dans le bassin versant du Rhin au sein du bassin Rhin-Meuse. Elle est drainée par le ruisseau Baerenbach.

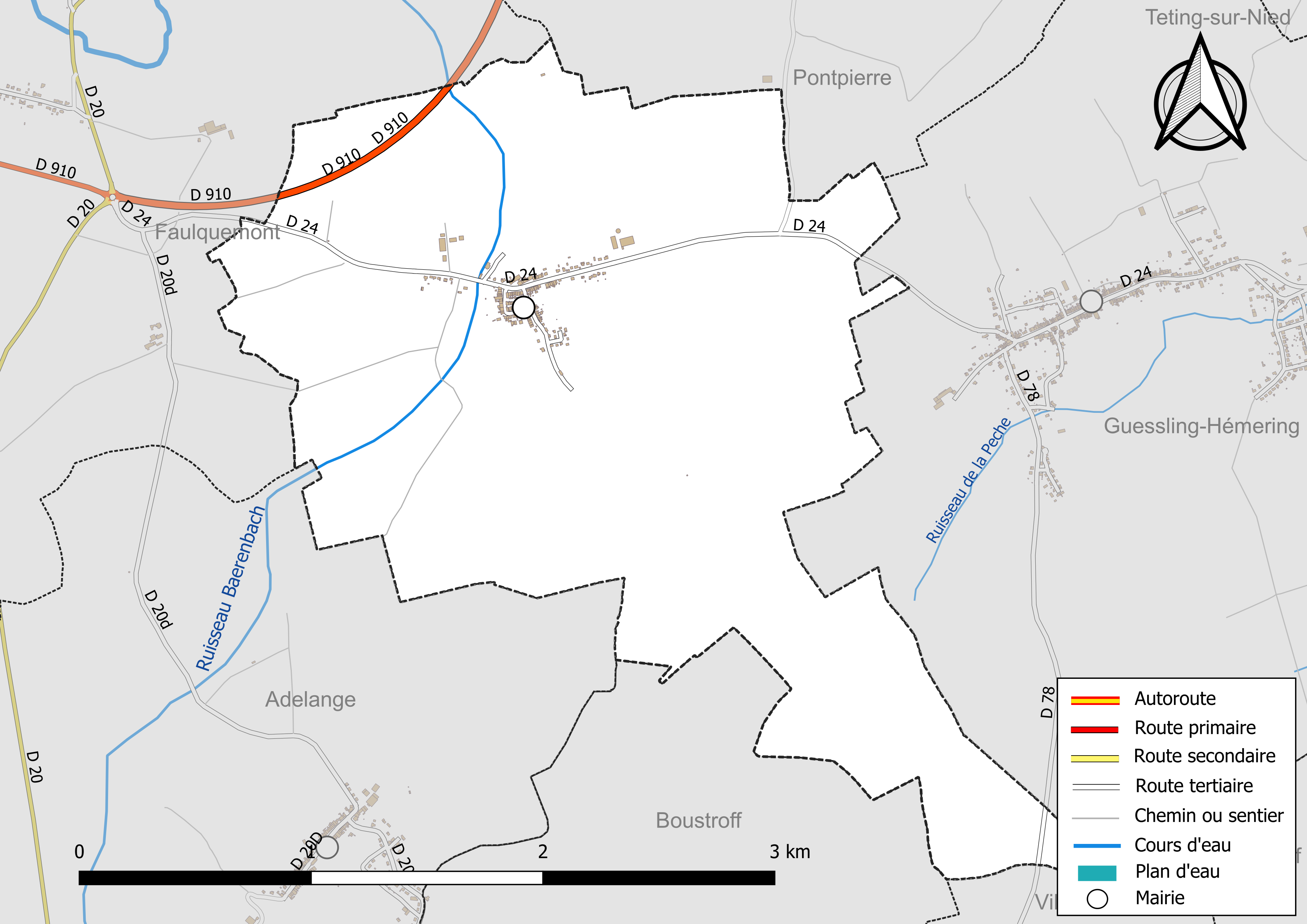
Réseaux hydrographique et routier de Vahl-lès-Faulquemont.

#### Gestion et qualité des eaux
Le territoire communal est couvert par le schéma d'aménagement et de gestion des eaux (SAGE) « Bassin Houiller ». Ce document de planification, dont le territoire est approximativement délimité par un triangle formé par les villes de Creutzwald, Faulquemont et Forbach, d'une superficie de 576 km2, a été approuvé le 27 octobre 2017. La structure porteuse de l'élaboration et de la mise en œuvre est la région Grand Est. Il définit sur son territoire les objectifs généraux d’utilisation, de mise en valeur et de protection quantitative et qualitative des ressources en eau superficielle et souterraine, en respect des objectifs de qualité définis dans le SDAGE  du Bassin Rhin-Meuse.

### Climat
Pour des articles plus généraux, voir Climat du Grand Est et Climat de la Moselle.
En 2010, le climat de la commune est de type climat des marges montargnardes, selon une étude du Centre national de la recherche scientifique s'appuyant sur une série de données couvrant la période 1971-2000. En 2020, Météo-France publie une typologie des climats de la France métropolitaine dans laquelle la commune est exposée à un climat semi-continental et est dans la région climatique  Lorraine, plateau de Langres, Morvan, caractérisée par un hiver rude (1,5 °C), des vents modérés et des brouillards fréquents en automne et hiver. 
Pour la période 1971-2000, la température annuelle moyenne est de 9,6 °C, avec une amplitude thermique annuelle de 16,8 °C. Le cumul annuel moyen de précipitations est de 803 mm, avec 11,4 jours de précipitations en janvier et 9,4 jours en juillet. Pour la période 1991-2020, la température moyenne annuelle observée sur la station météorologique de Météo-France la plus proche, « Lesse_sapc », sur la commune de Lesse à 11 km à vol d'oiseau, est de 10,7 °C et le cumul annuel moyen de précipitations est de 694,0 mm. 
La température maximale relevée sur cette station est de 40 °C, atteinte le 25 juillet 2019 ; la température minimale est de −20,7 °C, atteinte le 20 décembre 2009,,. 
Les paramètres climatiques de la commune ont été estimés pour le milieu du siècle (2041-2070) selon différents scénarios d'émission de gaz à effet de serre à partir des nouvelles projections climatiques de référence DRIAS-2020. Ils sont consultables sur un site dédié publié par Météo-France en novembre 2022.

## Urbanisme

### Typologie
Au 1er janvier 2024, Vahl-lès-Faulquemont est catégorisée commune rurale à habitat dispersé, selon la nouvelle grille communale de densité à sept niveaux définie par l'Insee en 2022.
Elle est située hors unité urbaine. Par ailleurs la commune fait partie de l'aire d'attraction de Faulquemont, dont elle est une commune de la couronne,. Cette aire, qui regroupe 7 communes, est catégorisée dans les aires de moins de 50 000 habitants,.

### Occupation des sols
L'occupation des sols de la commune, telle qu'elle ressort de la base de données européenne d’occupation biophysique des sols Corine Land Cover (CLC), est marquée par l'importance des territoires agricoles (94,6 % en 2018), en diminution par rapport à 1990 (99,8 %). La répartition détaillée en 2018 est la suivante : 
terres arables (53,5 %), prairies (39,6 %), zones urbanisées (5,2 %), zones agricoles hétérogènes (1,5 %), forêts (0,2 %). L'évolution de l’occupation des sols de la commune et de ses infrastructures peut être observée sur les différentes représentations cartographiques du territoire : la carte de Cassini (XVIIIe siècle), la carte d'état-major (1820-1866) et les cartes ou photos aériennes de l'IGN pour la période actuelle (1950 à aujourd'hui).

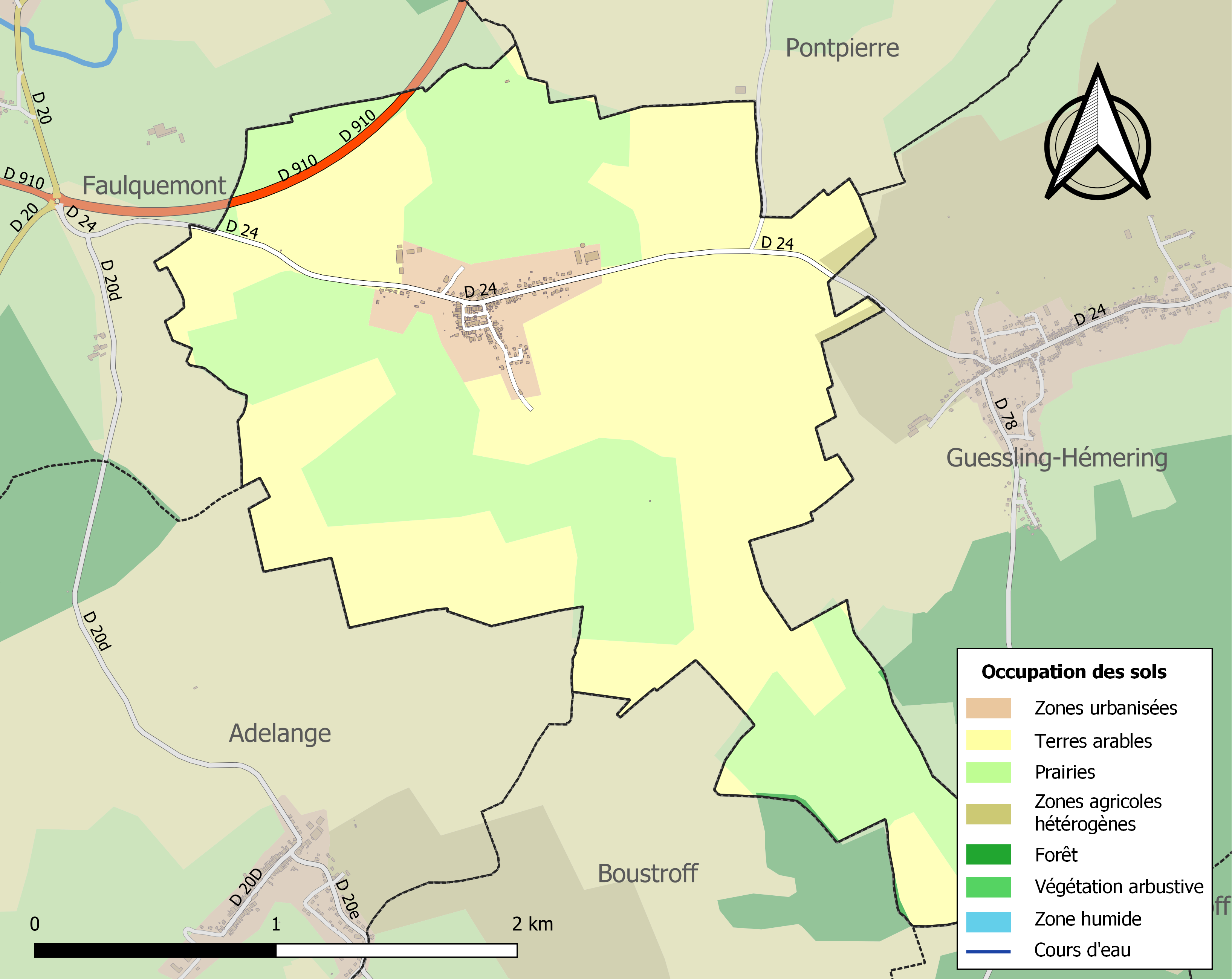
Carte des infrastructures et de l'occupation des sols de la commune en 2018 (CLC).

## Toponymie
- Uvalina (1084), Wala (1123), Walen (1139), Valen (1192), Wales (1239), Vals (1284), Walen (1322), Wahlen (1377), Wallen (1594), Val (1728), Vallen (1756), Wal ou Wallen (1779), Val-lès-Faulquemont (1779), Vahl (1793), Walh (1801)[15], Wahl-lès-Faulquemont (1836-Bulletin des lois), Vahlen (1871-1915), Wahlen (1915-1918), Vahl-lès-Faulquemont (1919), Wahlen bei Falkenberg (1940), Vahl-lès-Faulquemont (1944).
- Wahl en francique lorrain.

## Histoire
- Dépendait de l'ancienne province de Lorraine, dans le marquisat de Faulquemont.
- Entièrement détruit au cours de la guerre de Trente Ans. Après cette guerre en 1650, le village ne comptait plus que deux habitants.
- Reconstruit au XVIIIe siècle. Le village a été déplacé de 500 à 600 mètres sur le même chemin en direction de Faulquemont vers le ruisseau du Baerenbach.
- Pendant l'épidémie de choléra de 1866 (du 17 mars au 3 mai), le village enregistra 35 décès dus à cette maladie, sur une population de 359 habitants[16].

## Politique et administration
| Période                                  | Période   | Identité        | Étiquette | Qualité |
| ---------------------------------------- | --------- | --------------- | --------- | ------- |
| Les données manquantes sont à compléter. |           |                 |           |         |
| octobre 1985                             | juin 1995 | Gaston Klein    | Aucun     |         |
| juin 1995                                | mars 2014 | Daniel Gorisse  | Aucun     |         |
| mars 2014                                | mars 2020 | Carole Becquart | Aucun     |         |
| mai 2020                                 | En cours  | Pierre Thill    |           |         |

## Démographie
L'évolution du nombre d'habitants est connue à travers les recensements de la population effectués dans la commune depuis 1793. Pour les communes de moins de 10 000 habitants, une enquête de recensement portant sur toute la population est réalisée tous les cinq ans, les populations de référence des années intermédiaires étant quant à elles estimées par interpolation ou extrapolation. Pour la commune, le premier recensement exhaustif entrant dans le cadre du nouveau dispositif a été réalisé en 2005.

En 2022, la commune comptait 245 habitants, en évolution de −2,78 % par rapport à 2016 (Moselle : +0,52 %, France hors Mayotte : +2,11 %).
| 1793 | 1800 | 1806 | 1821 | 1836 | 1841 | 1861 | 1866 | 1871 |
| ---- | ---- | ---- | ---- | ---- | ---- | ---- | ---- | ---- |
| 369  | 333  | 386  | 426  | 531  | 480  | 407  | 359  | 354  |

| 1875 | 1880 | 1885 | 1890 | 1895 | 1900 | 1905 | 1910 | 1921 |
| ---- | ---- | ---- | ---- | ---- | ---- | ---- | ---- | ---- |
| 345  | 321  | 287  | 272  | 260  | 287  | 285  | 288  | 249  |

| 1926 | 1931 | 1936 | 1946 | 1954 | 1962 | 1968 | 1975 | 1982 |
| ---- | ---- | ---- | ---- | ---- | ---- | ---- | ---- | ---- |
| 229  | 229  | 238  | 222  | 218  | 227  | 229  | 211  | 197  |

| 1990 | 1999 | 2005 | 2006 | 2010 | 2015 | 2020 | 2022 | - |
| ---- | ---- | ---- | ---- | ---- | ---- | ---- | ---- | - |
| 236  | 240  | 249  | 246  | 245  | 251  | 247  | 245  | - |

## Culture locale et patrimoine

### Lieux et monuments

#### Édifices civils
L'école est le plus ancien bâtiment public du village. Elle a été rénovée il y a quelques années mais elle a gardé pendant très longtemps son architecture d'origine. Il s'agit d'une école mixte, sur le principe de la classe unique, et dans laquelle sont scolarisés entre 10 et 20 enfants de 5 à 10 ans.
La mairie, plus récente, dispose d'une salle de mairie, où travaillent le maire et sa secrétaire deux fois 45 minutes par semaine, et d'une salle des fêtes qui peut être louée par les habitants de la commune.

#### Édifices religieux
- Église Saint-Léopold : l’église a été construite en 1714 et bénie le 15 novembre 1714 par Léger Dulieu, curé de la paroisse de Faulquemont, sous l’invocation de saint Léopold III, dit le Pieux, margrave d’Autriche (1095-1136). Cette petite église a été agrandie et modifiée à plusieurs reprises, certainement aussi en 1717, date figurant sur le fronton du portail d’entrée. Les autels sont du XVIIIe siècle. L’orgue a été construit et installé en 1902 par le facteur d'orgues Franz Staudt de Puttelange (Moselle).
- La chapelle de la Sainte-Trinité se situait à l'extérieur du village, à l'intersection de la route départementale D 24 et de la route de Pontpierre C 1 en direction de la commune de Guessling. L'édifice a totalement disparu. Les derniers vestiges  sont deux marronniers plantés jadis devant la chapelle. Au début du XVIIIe siècle, deux habitants de Pontpierre, village voisin, ont fait bâtir cette chapelle sur le ban de Vahl et financé une fondation de messes. Sur une carte établie entre 1728 et 1739, le géographe Nicolas Naudin situe cette chapelle de la Sainte-Trinité à cet endroit précis. Une carte du géographe Cassini (n° 141, feuillet 73), établie entre 1756 et 1789, signale une chapelle en ruine, toujours au même endroit. La mémoire collective dit qu'en 1866, à la suite de l'épidémie de choléra, une nouvelle chapelle fut érigée au même emplacement pour remercier Dieu d'avoir arrêté la propagation de l'épidémie. Elle a été reconstruite par les descendants des fondateurs de la chapelle d'origine. La chapelle a subi les outrages de la Seconde Guerre mondiale, d'abord par les soldats français puis l'armée allemande. Le temps a fait le reste. Ses ruines devenues dangereuses furent abattues dans les années 1970.

### Personnalités liées à la commune
{{Mathias ROBERT de HESSELN est né à Vahl-lès-Faulquemont le 1er mars 1732. Il était le fils de François Adam ROBERT, chantre régent d'école de cette localité de 1730 à 1737. Mathias fut inspecteur de l'Ecole Royale Militaire à Paris, topographe du Roi Louis XV et géographe de la ville de Paris.…}}

## Héraldique
| Blason de Vahl-lès-Faulquemont | Blason  | De gueules à la fasce d'argent, et une croix de Lorraine d'or brochant. |
| Blason de Vahl-lès-Faulquemont | Détails | Le statut officiel du blason reste à déterminer.                        |

## Pour approfondir